# Maria Olympia da Grécia e Dinamarca
Maria Olympia da Grécia e Dinamarca (em grego: Μαρία Ολυμπία της Ελλάδας και της Δανίας; Nova Iorque, 25 de julho de 1996) é uma Princesa da Grécia e Dinamarca, filha mais velha de Paulo, Príncipe Herdeiro da Grécia e de sua esposa, Maria Chantal Miller, sendo assim neta de Constantino II, o último rei da Grécia.

## Biografia
Nasceu no Centro Médico Weill Cornell, na cidade de Nova Iorque nos Estados Unidos.
Em 22 de dezembro de 1996, ela foi batizada na Igreja Ortodoxa Grega pelo padre Bartolomé I de Constantinopla, em uma cerimônia na famosa Catedral de São Jorge, localizada na cidade de Istambul na Turquia. Os seus padrinhos são: a princesa Alexia da Grécia e da Dinamarca (sua tia paterna), a Pia Getty (sua tia materna), o príncipe Charles, Príncipe de Gales (seu primo paterno) e o príncipe Michael da Grécia e Dinamarca.
A sua família se mudou para a cidade de Londres na Inglaterra, onde passou a maior parte de sua infância. Ela revelou ter dislexia e que nunca aprendeu a falar a língua grega em uma entrevista com a revista Tatler.
Do lado do pai, ela é membro da família real grega e da família real dinamarquesa. O avô de Maria-Olympia, Constantino II da Grécia, era filho de Paulo I da Grécia. Como descendente de Christian IX da Dinamarca, ela detém o título de Princesa da Dinamarca desde o nascimento.
A sua mãe é filha do bilionário britânico Robert Warren Miller e sua esposa equatoriana, Marie Chantal Pesantes. O avô materno de Maria Olympia descende de passageiros de Mayflower e estão conectados à elite colonial britânica norte-americana.
Como primeira nascida no geral do casal, ela tem apenas irmãos menores, que são: os príncipes Constantino Alexios da Grécia e Dinamarca, o príncipe Achileas Andreas (Aquiles André) da Grécia e Dinamarca, o príncipe Odisseu Címon (Odisseu Kimon) da Grécia e Dinamarca e o príncipe Aristides Stavros da Grécia e Dinamarca.
Estudou história de arte, teatro, fotografia e design gráfico enquanto estudava em uma escola interna na Suíça com a esperança de prosseguir uma carreira na arte ou na moda.

## Vida pública
Ela foi interna no departamento de alta costura da Dior, aos 17 anos. Em 2016, Maria-Olympia estudou fotografia na Parsons School of Design na cidade de Nova York. Houve rumores que ela estava envolvida românticamente com o filho do seu padrinho, o Príncipe Harry de Gales, mas um alto representante oficial da família real britânica desmentiu qualquer relação entre os dois.
Na sua carreira como modelo, fotografou para Teen Vogue, Town & Country,  Tatler, Hello!, ¡Hola !,  e a revista W. Em junho de 2017, Maria-Olympia desfilou para Dolce & Gabbana. Seu aniversário de 21 anos gerou duras críticas e controvérsia na mídia, pois sua família realizou um evento de luxo e exagerada ostentação, num momento de crise econômica mundial.

## Títulos e estilos
- 25 de julho de 1996 − presente: Sua Alteza Real Princesa Maria Olímpia da Grécia e Dinamarca